# Fashion Pact
Pour les articles homonymes, voir Fashion (homonymie).
Le Fashion Pact est une série d'engagements en matière d'écologie que signent plusieurs entreprises de la mode en 2019 afin de réduire leur impact environnemental. 

## Historique
En avril 2019, dans la continuité du One Planet Summit, le président français Emmanuel Macron charge François-Henri Pinault de mobiliser les entreprises du luxe autour des bonnes pratiques environnementales. Il s'agit « de mettre de l’ordre dans des initiatives dispersées ».
La mesure est présentée le 13 mai lors du Copenhague Fashion Summit par Brune Poirson, secrétaire d’État auprès du ministre de la transition écologique et solidaire ; celle-ci précise que la mode reste « le deuxième secteur industriel le plus polluant au monde ». La Fondation Ellen MacArthur a évalué en 2017 les impacts de la mode mondiale : sa production crée plus de gaz à effet de serre que le cumul ds transports aériens et maritimes. De plus, la mode est aussi responsable de pollution de l’eau, de rejets de microplastiques dans les océans ainsi que d'usage de pesticides. En parallèle, d'autres secteurs industriels sont concernés par ce type de mesures et d'engagements, tel l'agroalimentaire. Deux jours plus tard, François-Henri Pinault s'exprime devant 1 700 personnes liées à l’industrie de la mode. « Nous devons construire une coalition d’entreprises de mode prêtes à adopter une plate-forme d’objectifs de développement durable ».
À la suite de cette prise de conscience, les entreprises signataires s'engagent sur de « bonnes pratiques » pour réduire l’impact environnemental lors de la production de leurs produits, mais également pour la distribution, avec un calendrier théoriquement défini. François-Henri Pinault fait signer un « Fashion Pact » à 32 groupes ou marques de mode, sport, fast fashion ou luxe, avec des orientations sur le changement climatique, la biodiversité et les océans. 
Le Fashion Pact est présenté le 23 août à l'Élysée, mais surtout devant les chefs d'État réunis au G7 à Biarritz le 26 août,.
Finalement, 16 axes stratégiques composent trois domaines d’action : le respect de la biodiversité, la protection des océans et la limitation de l’impact climatique. Parmi ceux-ci, « l’absence d’émission de gaz CO2 d’ici 2050, soutenu notamment par le recours à 100 % à des énergies renouvelables sur l’ensemble de la chaine d’approvisionnement d’ici dix ans ou encore à plus court terme, la suppression des plastiques à usage unique ou l’abolition de matériaux issus de l’élevage intensif » mais aussi « privilégier les exploitations agricoles respectant l’écosystème naturel, la protection des espèces et la régénération des sols », avec également l'usage de programmes tels REDD+ pour vérifier les compensations carbone.

## Critiques
Se devant d'être en phase avec les impératifs de leurs clients, les entreprises du luxe et de la mode réagissent, autant par conviction écologique que nécessité pour leur stratégie économique. L'abandon durant l'année 2018 de la fourrure animale ou de cuirs exotiques par certains va dans ce sens.  
Ces engagements restent sans sanction ou mesure contraignante d'ordre réglementaire, comptant sur une régulation du marché par les consommateurs,,. Si aucune ONG n'a été contacté pour l'élaboration du plan, plusieurs pourront « jouer un rôle dans l’évaluation des avancées du projet ». Pourtant certaines de ces organisations, comme WWF ou Greenpeace par exemple, dénoncent « un écran de fumée » devant l'absence d'obligation pour ce « projet flou ». Celles-ci demandent donc au contraire un cadre décisionnaire et législatif venant des États, sans intervention des entreprises privées qui sont à l'origine des problèmes,. De plus, le Fashion Pact est estimé être construit sur des déclarations d'intention peu raisonnables, certaines ayant pour échéance l'horizon 2050 voire pas de date définies et aucun détail des actions à mener n'est indiqué. De plus, ni le volet de la relocalisation, ni les problèmes de la fast fashion ou la multiplication des collections, ni encore l'économie circulaire ne sont soulevés.
Enfin, l'absence remarquée de LVMH crée une faille dans le pacte. Antoine Arnault s'en explique fin septembre : « LVMH n'est pas un groupe de fashion. Ceci n'est qu'une part de nos activités. Et, deuxièmement, parce que beaucoup de ces sociétés [signataires] sont dans la fast fashion. Or, nous n'avons rien à voir avec la fast fashion. »